# Gomphus lucasii
Gomphus lucasii là một loài chuồn chuồn ngô thuộc họ Gomphidae. Nó được tìm thấy ở Algérie và Tunisia. Môi trường sống tự nhiên của nó là các con sông. Nó bị đe dọa do mất môi trường sống.